# Dane Coles
Dane Stuart Coles (10 de dezembro de 1986) é um jogador de rugby neozelandês, que joga na posição de forward.

## Carreira
Dan Coles integrou o elenco da Seleção de Rugby Union da Nova Zelândia campeão na Copa do Mundo de Rugby Union de 2015.